# 섭식

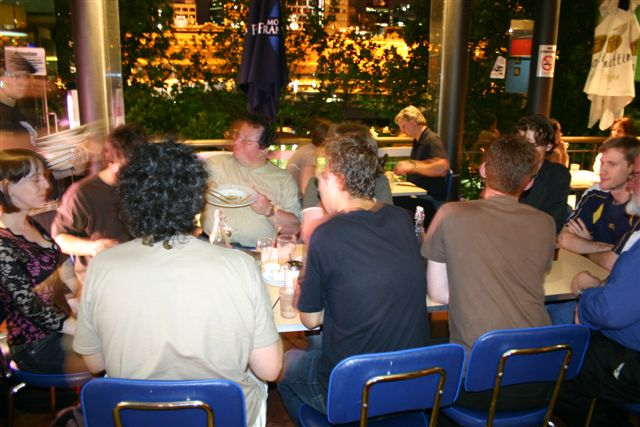
식사를 함으로써 사회적인 친목 도모를 이룰 수 있다.

섭식(攝食, eating)이란 일반적으로 동물이 영양분을 공급할 목적으로, 음식과 같은 영양분을 소비하는 과정이다. 이를 통해 에너지를 만들어 성장하게 된다. 모든 짐승은 생존을 위해 다른 유기물을 먹어야 한다. 식사의 과정은 종마다 다르지만, 인간의 식사에서는 입 안에 음식을 넣고, 씹어서, 삼키는 역할을 수행한다. 섭취한 음식은 소화된다. 식사에 대한 예의는 거의 모든 인간 사회에서 중요한 단면을 차지한다.

## 식사장애
생리적으로 먹기는 배고픔에서 오는 것이 일반적이다. 그러나 식욕을 불러일으키고 일상 식사 패턴을 바꾸는 데 영향을 미치는 육체적이고 정신적인 조건들이 많이 있다. 여기에는 우울증, 음식 알레르기, 특정 물질의 흡수, 폭식증, 신경성 식욕부진증, 뇌하수체 기능 이상, 기타 내분비계통 문제, 또 그 밖의 수많은 질병과 식사장애가 있다.
영양이 들어 있는 음식의 만성적인 부족은 다양한 질병을 불러일으킬 수 있으며 끝내 기아 현상이 나타날 수 있다.
먹기와 마시기가 불가능하다면 수술을 통해 해결하거나 영양 주입, 정맥영양 등의 방법을 사용하기도 한다.

## 기타 의미
1. 은유적으로 먹기는 받거나 소유를 한다는 의미를 지닌다. 이를테면, 돈을 먹는다는 말은 돈을 받는다는 뜻이고, 사랑을 먹고 산다는 뜻은 사랑을 받는다는 뜻을 지닌다.
2. 칼날 따위가 잘 들 때 "잘 먹다"라는 말을 쓸 수 있다.
3. 제 기능을 하지 못한다는 뜻을 가리키기도 한다. 이를테면, "귀가 먹다"는 귀가 안 들린다는 뜻으로, 이에 대한 명사로는 "귀머거리"이다.
4. 두려움을 느낄 때 쓰일 수 있다. 이를테면, "겁을 먹다"는 두렵다는 뜻이다.
5. "더위를 먹다"는 표현은 더위 등의 까닭으로 몸의 땀이나 열이 밖으로 빠져나가지 못한다는 것을 뜻한다.
6. "나이를 먹다"는 한 사람의 나이가 올라감을 뜻한다.
7. "벌레가 먹다"는 벌레 때문에 무언가가 파 들어간 것을 말한다.

### 한국에서의 쓰임
- 땅따먹기: 땅을 차지하며 되도록 많은 땅을 가져야 하는 놀이이다. "땅재먹기"는 땅을 빼앗는 것을 뜻한다.
- 거저 먹기: 쉽게 뜻 밖의 물건을 얻는 것을 뜻한다.
- 울며 겨자 먹기: 매운 겨자를 먹기는 싫은데 먹어야 할 때의 상황처럼, 싫은 일을 (어찌 할 수 없이) 억지로 하는 것을 뜻한다.
- 식은 죽 먹기: 뜨거운 죽보다 식은 죽이 먹기 쉬운 것처럼, 하는 일이 쉽다는 것을 뜻한다.
- 먹고 떨어지다: 특정한 일에서 이득을 챙기고 더 이상 관여하지 않다는 것을 뜻한다.
- 먹고 들어가다: 무언가 이득이 될 만한 것을 차지하고 나서 일을 시작하는 것을 뜻한다.
- 욕을 먹다: 남들로부터 욕을 듣는다는 것을 뜻한다.
- 점수를 먹다: 시험이나 스포츠 경기에서 점수를 딴다는 것을 뜻한다.

## 같이 보기
- 건강
- 생명 연장
- 섭취
- 식이요법
- 비타민
- 음식
  - 기능성 음식
- 영양분